# Ilhas Blasket
As Ilhas Blasket (em inglês:  Blasket Islands, em irlandês:  Na Blascaodaí - de etimologia incerta: pode vir do nórdico antigo "brasker", que significa "lugar perigoso") são um grupo de ilhas ao largo da costa oeste da Irlanda, que fazem parte do Condado de Kerry, República da Irlanda. As ilhas foram habitadas até 1953 por uma população de língua irlandesa. Os habitantes foram evacuados para o continente em 17 de novembro de 1953. Muitos dos descendentes vivem atualmente em Springfield, Massachusetts, e alguns ex-moradores ainda vivem na Península de Dingle, com vista da sua antiga casa. 
Os ilhéus foram objeto de estudo  antropológico e linguístico no final do século XIX e início do século XX, particularmente de escritores e linguistas como Robin Flor, George Thomson Derwent e Kenneth H. Jackson. Graças ao seu incentivo e de outros, um certo número de livros foram escritos por moradores que registram muito das tradições das ilhas e do modo de vida. Estas incluem uma toileánach (A Islandman) por Tomás Ó Criomhthain, Peig por Peig Sayers e Fiche Blian ag Fas (Vinte anos - um crescimento) por Muiris Ó Súilleabháin. 
As seis principais ilhas das Blaskets são: 
- Ilha Grande Blasket (Am Blascaod Mór) - a principal
- Beginish (Beiginis)
- Inishnabro (Inis na Bró)
- Inishvickillane (Inis Mhic Uileáin)

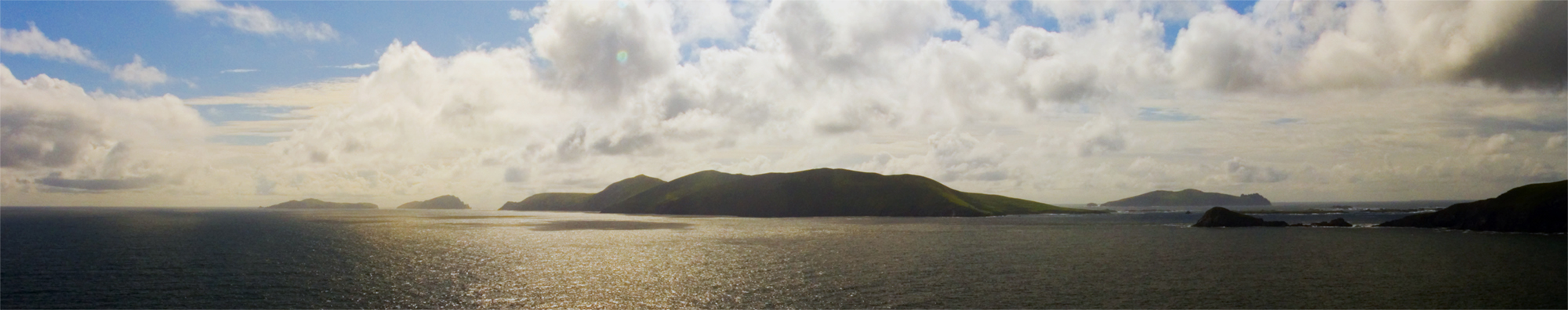
Panorama das Blasket

- Inishtooskert (Inis Tuaisceart)
- Tearaght Island (An Tiaracht)